# Hagyományos kínai orvoslás

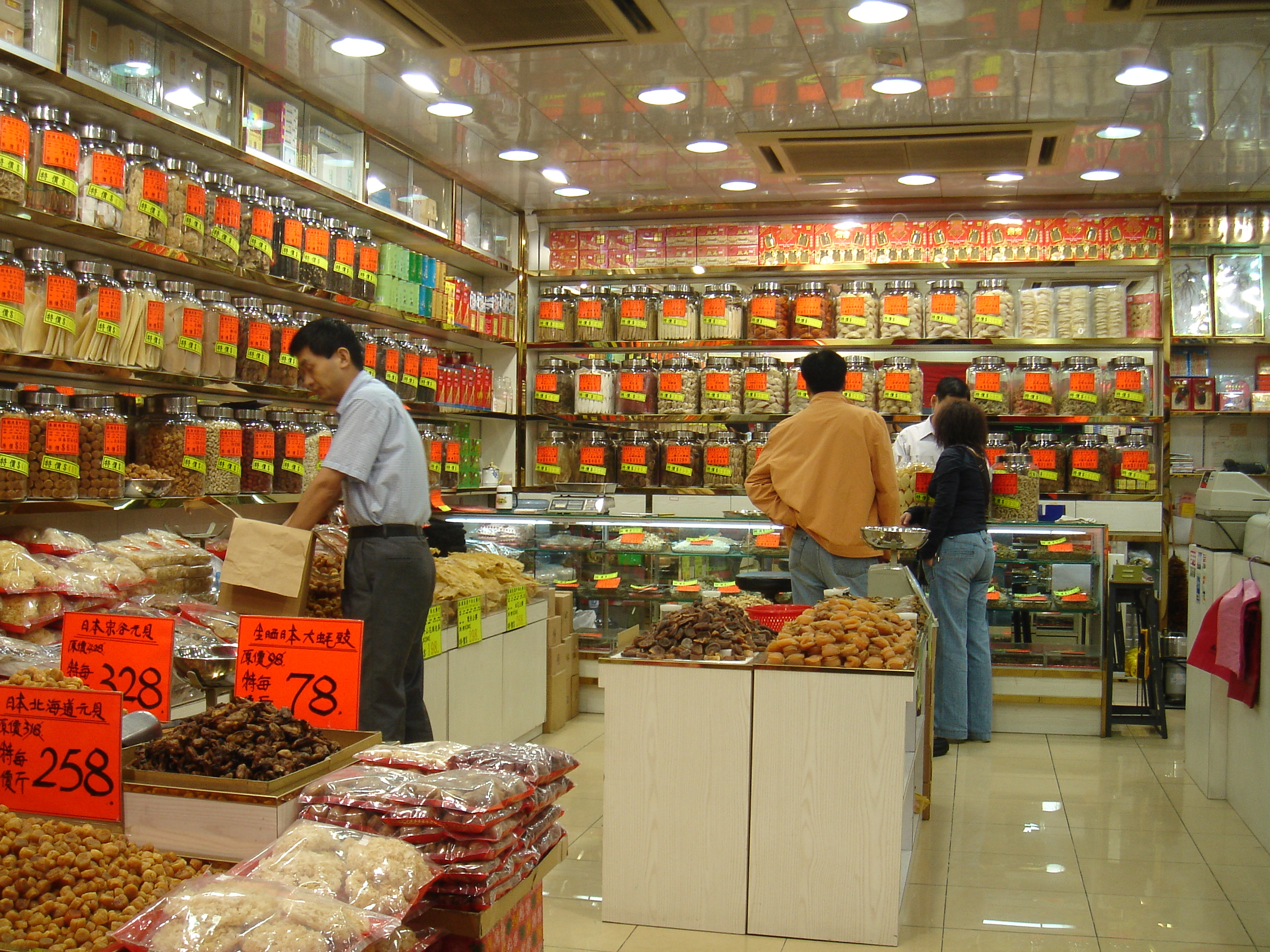
Hagyományos kínai gyógyászati/szárított gyógynövény bolt Tsim Sha Tsuiban, Hongkong

A hagyományos kínai orvoslás (rövidítve HKO) egy általános gyűjtőfogalom, amely számos Kínából eredő, ősinek tekintett egészségügyi eljárást takar. Ázsia egyes részein több ide tartozó módszer is az elsődleges orvosi ellátás részét képezi.
A HKO körébe olyan kezelések tartoznak, mint a különböző gyógynövénykúrák, akupunktúra, étrend terápiák, valamint a Tui na (manuálterápia) és a japán Shiatsu masszázs. Gyakran a csikung (qigong)ot és a tajcsicsuan (taiji quan)t is szorosan összefüggésbe hozzák vele.
Bár a hagyományos kínai orvoslás elméleti háttere és alkalmazása használói szerint több ezer évre nyúlik vissza, a jelenlegi, főleg a nyugati világba is eljutott módszerek összessége Mao Ce-tung (Mao Zedong) idején vált általánosan elterjedtté, azzal a céllal, hogy az orvoshiánnyal küzdő Kínai Népköztársaságban valamilyen egészségügyi ellátást tudjanak biztosítani. Elméleti alapja a természet, a kozmosz és az emberi test valamiféle összefüggő egysége, amelyben a jin-jang (yinyang) rendszer, az öt elem (öt fázis), az emberi test csatornáinak (meridián) rendszere, a Cang fu (Zang-fu)-elmélet, a hat megerősítés és a négy réteg mellett még számos különböző elmélet együttesen van jelen.[forrás?] Tudományos szempontból ezen elméletek megalapozottsága meglehetősen hiányos és több bennünk a filozófiai elem, mint a valódi orvosilag vagy biológiailag igazolható állítás.

## Története
A Hagyományos Kínai Orvoslás (HKO) eszmerendszere több mint kétezer éves múltra tekint vissza, de egyes elemei a taoizmus két és félezer éves hagyományaiból táplálkoznak. Alapvetően a klasszikus keleti világlátást tükrözi, mely szerint az élet és az egyének tevékenysége minden szinten szoros kapcsolatban áll a környezettel és a világ szövevényes rendjével. Említésre méltó továbbá, hogy a legkorábbi hagyományos kínai orvoslás azon taoista mesterektől származott, akik különleges érzékkel rendelkeztek az emberi testtel és működésével kapcsolatosan, több órás meditációjuknak köszönhetően.[forrás?] Valószínűleg ezzel magyarázható, hogy a HKO meglehetősen sok taoista eredetű elgondolatot átvett.
A HKO alapművének ma is azt a gyűjteményes kötetet tekintik, amelynek szerzőjeként Huang-ti (Huangdi)-t, avagy a Sárga Császárt szokták megjelölni, aki egyike a kínai „kultúrhéroszoknak”, s akiről kétezer évvel állítólagos uralkodása után születtek az első feljegyzések, ezért történeti személyként való létezése vitatott. A legenda szerint uralkodásának idejében (i. e. 2698 és 2596 között) született meg a császár és minisztere, Csi Po (Qi Bo) (岐伯) párbeszédének eredményeképpen a Nej csing szu ven (Nei jing su wen) (内经·素問) avagy a Belső könyvek – Egyszerű kérdések (más értelmezés szerint: A belgyógyászat alapkérdései) melyet Huang Ti nej csing (Huang Di nei jing)ként is jegyeznek. A modern tudományos elméletek szerint ezt a szöveget egy névtelen tudós vagy tudósok állíthatták össze akkor már évszázadok óta használt népi gyógymódokból, nem korábban mint a Han-dinasztia idején, alig több mint kétezer éve.
A Han-dinasztia (i. e. 202 – i. sz. 220) ideje alatt Csang Csungcsing (Zhang Zhongjing) (张仲景/張仲景) (akit a "kínai Hippokratészként" is szoktak emlegetni és Chang-sha kormányzója volt az i. sz. második század vége felé) írta az Értekezés a hidegkórtanról és egyéb betegségekről című művét, melyben az ismeretek egy komplett rendszerbe foglalva jelennek meg a legkülönbözőbb betegségek diagnosztikájára és kezelésére vonatkozóan. Egy másik kiemelkedő Han belgyógyász volt Hua Tuo (i. sz. 140 – 208 körül), aki betegeit borból és porrá tört kenderből készített szerrel altatta. Hua orvosi és sebészi beavatkozásai, valamint gyógynövény kezelései szintén használatban voltak fejfájások, szédülés, bélférgek, láz, köhögés, torokfájás ellen, sőt még egy nőgyógyászati eljárás során is, ahol halott magzatot kellett eltávolítani egy nő testéből.
A Csin (Jin)-dinasztia korabeli orvos, az akupunktúra és moxaterápia szószólója, Huang-fu Mi (i. sz. 215 – 282) szintén idézett a Sárga Császártól Csia Ji Csing (Jia Yi Jing) (甲乙经/甲乙經) című művében i. sz. 265 körül. A Tang-dinasztia idején, Wang Ping állítása szerint birtokába jutott egy eredeti Nej csing szu ven (Nei jing su wen)nek, melyet alaposan kibővített és továbbszerkesztett. Ezt a művet egy császári bizottság az i. sz. XI. században vizsgálta át.
Az ezt követő évszázadokban Kína és Délkelet-Ázsia egyes területein különböző népi gyógymódok terjedtek el, amelyeknek művelői az írásos emlékek tanúsága szerint viszonylag keveset foglalkoztak módszereik történeti hátterével, de sokat merítettek az elődök által megfogalmazott, egymástól sokszor homlokegyenest különböző filozófiai rendszerekből. Közben a 20. századra a kínai egészségügyi ellátásban is megjelentek a "nyugati típusú" orvostudomány képviselői, ám a vidéki területeken továbbra is az "ősi" gyógymódokban bízott a lakosság. Az 1940-es évekre látványos népességnövekedés következett be a kínai társadalomban és az 1949-ben bekövetkezett kommunista hatalomátvétel után Mao Ce-tung (Mao Zedong) és kormánya súlyos nehézségekkel küzdött az egészségügyi ellátórendszer fenntartása terén az akkor már félmilliárd fős országban.
A kínai diktátor megoldása erre a problémára az volt, hogy megpróbálták ötvözni a keleti és nyugati gyógymódokat, valamint komoly erőfeszítéseket tettek azért, hogy mindezt egységes rendszerbe foglalják és "tudományos" köntösbe burkolják. Ennek részeként bevezettek olyan fogalmakat, amik a mai napig is használatosak a HKO eljárásokat alkalmazó terapeuták körében: „holisztikus szemlélet”, „természetes gyógymód”, „életerő” stb.
Az 1966 és 1976 között lezajlott kínai kulturális forradalom idején aztán mindezt megtöltötték az új nemzettudatot erősítő tartalommal, amikor is az alulról szerveződő, mozgalmi jellegű egészségügyi szolgáltató rendszerben egyre többen alkalmazták a nyugatról jövő tudomány alapú orvoslás és az ősi kínai múltból táplálkozó hagyományos gyógyítás módszereinek kombinációját. Az 1970-es években aztán nagy lendületet adott a Hagyományos Kínai Orvoslás terjedésének az amerikai kultúrába begyűrűzött történetek sora, melyek pl. arról számolnak be, hogy a kínai orvosok akupunktúrás érzéstelenítést használnak műtéti beavatkozások előtt. Ez több esetben egyébként félreértéseken alapult. Ilyen volt James Reston esete is, akinek a New York Times hasábjain 1971-ben megjelent beszámolójából egyértelműen kiderül, hogy amikor Kínában műtéten kellett átesnie, akkor nem kizárólag akupunktúrás kezeléssel érzéstelenítették, hanem előbb a nyugati módszerek szerinti eljárással, az eset mégis úgy terjedt el a köztudatban, mint a kínaiak tradicionális módszereinek egyik sikertörténete. A következő évtizedekben a Hagyományos Kínai Orvoslás a nyugati kultúrában egyre nagyobb vonzerőre tett szert, s a délkelet-ázsiai országok többségében számos módszerét rutinszerűen alkalmazzák az egészségügyi ellátásban.

## Kritikája
A nyugati világ nagy részében a komplementer és alternatív medicina körébe sorolják, s az ide tartozó módszerek a hatásosságukra vonatkozó gyenge vagy nem létező tudományos bizonyítékok miatt áltudományosnak tekinthetők.
A Hagyományos Kínai Orvoslás mellett felhozott leggyakoribb érvek egyike, hogy több ezer éves hagyományokon alapuló gyógymódokat vonultat fel, illetve hogy alapvetően minden ide tartozó módszer "természetes". A kritikusok azonban ezt általában érvelési hibának tekintik ("argumentum ad antiquitatem", azaz az ősiségre mint értékre hivatkozás, valamint a természetességre mint értékre hivatkozás). Ugyanakkor a módszerek összességének történetéből kiderül, hogy a ma használatos, ebbe a körbe tartozó gyógymódok többségének ősisége vitatható, mivel a rendszerbe foglalásukra tett kísérletek a 20. század második feléből származnak. A HKO alapjául szolgáló csi, valamint az akupunktúra által használt meridiánok és a testen található, kitüntetett szereppel bíró pontok létezésére vonatkozóan azonban nincsen egyértelmű tudományos bizonyíték.

### Tudományosan nem igazolt hatásosság
Bár az akupunktúrával kapcsolatos klinikai vizsgálatok között van néhány olyan, amelyek pozitív eredményt sejttetnek, ezek meglehetősen gyenge protokoll szerint végzett, sok esetben a placebókontrollt is mellőző vizsgálatok, így ezek alapján a módszer hatásossága nem igazolható. A placebókontrollált randomizált kettősvak klinikai vizsgálatok azonban rendre azt mutatják, hogy az akupunktúrás kezelésekkel a placebóhatásnál jobb eredmény nem érhető el. Azokban az esetekben pedig, amikor például fájdalomcsillapításra minimálisan hatékonynak bizonyult, azt találták, hogy a tűszúrás helyének nincs jelentősége, ami így cáfolja a meridiánok létezését. A gyógynövény alapú kezelések (fitoterápia) egy részére vonatkozóan vannak közepes és jó eredmények, amelyek a hatásosságot igazolják, azonban ezen a területen is számos túlzó állításról lehet beszámolni és a HKO képviselői több esetben tulajdonítanak olyan gyógyhatást egyes növényeknek vagy növényi kivonatoknak, amelyek tudományosan nem igazoltak.

### Potenciális mérgezések
Számos olyan növényi hatóanyag is ismert, amelyek kimondottan károsak lehetnek, különösen nagyobb dózisokban alkalmazva. Továbbá előfordulnak olyan anyagok is a HKO rendszerében, amelyeknek alkalmazása kimondottan ellenjavallt, bár számos hírportál szenzációs gyógyulásokról vagy gyógyhatásokról számol be.

### Ökológiai károkozás
A Hagyományos Kínai Orvoslás számos ágában használnak olyan anyagokat főzetek, pakolások, kenőcsök és egyéb szerek elkészítéséhez, amelyben az alapanyagot ritka, valamilyen oknál fogva különlegesnek tekintett állatok elejtésével, esetenként élő állatok kínzásával járnak. Bár ezeknek gyógyhatása nem igazolt, az irántuk mutatkozó kereslet miatt számos állatfaj került már a kihalás szélére.

## Magyarországon
1772-ben jelenik meg magyarul az első híradás a kínai orvoslásban már ismert fekete himlő (variola) oltásról. 1773-ban pedig a kínai nyelvdiagnosztikáról értekezik latinul Kis Witzay József (1746–1810).
1987-ben megalakult a MAOT a „Magyar Akupunktúrás Orvosok Társasága”.
1989-ben Dr. Eőry Ajándok, a biológiai tudományok kandidátusa meghívására kínai professzorok érkeztek az akupunktúra megismertetésére és gyógyításra. Tevékenységüket a Magyar Tudományos Akadémia jóváhagyásával végezték.
1997. évi CLIV. egészségügyi törvény elkezdte a nem-konvencionális egészségügyi eljárások szabályozását, amit 2010-ben az MTA állásfoglalása pontosított. Ebben az MTA a komplementer és alternatív medicina (CAM) alá sorolja a HKO-t és mint nem-konvencionális komplementer terápiás eljárásként csak magyar orvosi diplomával végezhető tevékenység lett.
2015-ben pécsi HKO Konfuciusz Intézet a Pécsi Tudományegyetem és a North China University of Science and Technology együttműködésével hivatalosan is elindult a hazai HKO képzés.
2017-ben a Kormány a Semmelweis Egyetem Egészségtudományi Karán létrehozta a Hagyományos Kínai Gyógyászati, Oktató- és Kutatóközpontot, ahol a Hagyományos kínai gyógyász (BSc) képzés a Heilongjiang Kínai Orvostudományi Egyetemmel együttműködésben történik.
Az Európai Unió tagjaként a páneurópai CAM együttműködésben is részt vettek a hazai szervezetek, ami „CAMbrella” elnevezéssel futott. Valamint NATO is foglalkozik az akupunktúra alkalmazásának lehetőségeivel mind katonai és civil egészségügyi ellátásban.
A Hagyományos Kínai Orvoslás és az akupunktúra legnagyobb hazai ellenzői közé tartozik a Szkeptikus Társaság. 2019-ben az MTA állásfoglalással ellentétes véleményét Hraskó Gábor, az egyesület akkori elnöke fogalmazta meg.

### Magyar nyelvű irodalom
- Pálos István: A hagyományos kínai orvoslás; Gondolat, Budapest, 1963
- Ted J. Kaptchuk: Évezredek hagyománya: a kínai orvostudomány. Filozófiai, elméleti és gyakorlati alapok; ford. Decastello Aliz et al.; Magyar Akupunktúra és Moxatherápiás Egyesület, Budapest, 1992 (A hagyományos kínai gyógyászat kiskönyvtára)
- Stephen Gascoigne: Kínai gyógymódok. Gyógyulás a hagyományos kínai orvoslás segítségével; ford. Haiman Ani; Magyar Könyvklub, Budapest, 2001
- Lencz László: A hagyományos kínai orvoslás elméleti alapjai és gyakorlati módszerei; Medicina, Budapest, 2002
- A hagyományos kínai orvoslás (TCM) gyógyszertani alapjainak rövid összefoglalása és kínai receptúrák ismertetése; összeáll. Pálos István; Egészség Biztonság Alapítvány, München–Budapest, 2004
- Rideg Sándor–Rideg Róbert: A kínai orvoslás vezérfonala; Lectum, Szeged, 2006
- Penelope Ody: Kínai gyógynövények; ford. Nyuli Kinga; Scolar, Budapest, 2007 (Titkok nélkül)
- Christine Li: Kínai gyógymódok. Hogyan őrizzük meg testi-lelki egészségünket és jó közérzetünket; ford. Kiszlinger Henrietta; Holló, Kaposvár, 2007 (Egészséges életmód)
- Ilse-Maria Fahrnow–Jürgen Fahrnow: Az öt elemen alapuló táplálkozás. A hagyományos kínai orvosláson alapuló életmód és konyhaművészet; ford. Striker Judit; Mérték, Budapest, 2007
- Liao Jücsün: Hagyományos kínai orvoslás; ford. Bódogh-Szabó Pál; Kossuth, Budapest, 2008
- Cornelia Raab: Hagyományos kínai orvoslás kezdőknek. Öngyógyítás akupresszúrával, masszázzsal, csikunggal, táplálkozással, gyógynövényekkel; ford. Striker Judit; Mérték, Budapest, 2010
- Chen Zhen: Gyógynövények a hagyományos kínai orvoslásban; közrem. Tian Chunyu, Wang Fan; Medicina, Budapest, 2012
- Oravecz Márk: A hagyományos kínai orvoslás elméleti alapjai; Semmelweis Egyetem Egészségtudományi Kar, Budapest, 2013
- Hagyományos kínai orvosok és a taoista gyógyítók módszerei nyomán. Maci sifu tanácsai; T-M Worldtrade, Szeged, 2015
- Az akupunktúra (hagyományos kínai orvoslás) Magyarországon. A Magyar Akupunktúrás Orvosok Társaságának története; szerk. Hegyi Gabriella, ford. Melocco János Tamás; Magyar Akupunktúrás Orvosok Társasága, Budapest, 2016
- A hagyományos kínai orvoslás nemzetközi szabványú kínai–magyar–angol alapterminológiája; főszerk. Yu Funian, főszerk.-helyettes Oravecz Márk; Noran Libro, Budapest, 2016
- A hagyományos kínai gyógyászat története a Semmelweis Egyetemen; szerk. Oravecz Márk, Yu Funian; Semmelweis, Budapest, 2019
- A Sárga Császár belső könyvei. Egyszerű kérdések. A hagyományos kínai orvoslás és természetfilozófia legrégebbi kézikönyvének teljes fordítása; ford. Tokaji Zsolt; 2. átdolg., bőv. kiad.; Gyógyforrás, Budapest, 2021
- Nehéz kérdések könyve. A Sárga Császár nyolcvanegy nehéz kérdésének könyve. A hagyományos kínai orvoslás klasszikus kézikönyve; ford. Tokaji Zsolt; 2. jav. kiad.; Gyógyforrás, Budapest, 2021
- A Sárga Császár belső könyvei. Szellemi tengely. A hagyományos kínai orvoslás és az akupunktúra legrégebbi gyakorlati kézikönyvének teljes fordítása; ford., előszó, jegyz. Tokaji Zsolt; Gyógyforrás, Budapest, 2021
- A hagyományos kínai orvoslás alapfogalmai; ford. Flóri Anna; Q.E.D., Budapest, 2023
- Chen Zhen: A gyógyító kínai konyha. Válogatás ötezer év hagyományos gyógyító receptjeiből; ford. Chen Si Wen; 6. jav. kiad.; Oriental Herbs, Budapest, 2024

## Fordítás
- Ez a szócikk részben vagy egészben  a   Traditional Chinese Medicine című angol Wikipédia-szócikk ezen változatának fordításán alapul.  Az eredeti cikk szerkesztőit annak laptörténete sorolja fel. Ez a jelzés csupán a megfogalmazás eredetét és a szerzői jogokat jelzi, nem szolgál a cikkben szereplő információk forrásmegjelöléseként.